# ハファエウ・カヴァウカンチ・ヴェイガ
ハファエウ・ヴェイガ（Raphael Veiga）ことハファエウ・カヴァウカンチ・ヴェイガ（ポルトガル語: Raphael Cavalcante Veiga、1995年6月19日 - ）は、ブラジルのサッカー選手。ポジションはMF。

## クラブ歴
SCコリンチャンス・パウリスタ、サンパウロFC、アソシアソン・ポルトゥゲーザ・ジ・デスポルトス、ポン・ジ・アスーカルの下部組織を渡り歩き、2013年9月にコリチーバFCの下部組織に加入した。2016年2月にトップチームに昇格した。3月10日の試合でチアゴ・ロペスに代わって途中投入され選手初出場を記録。カンピオナート・ブラジレイロ・セリエA初出場は同年7月23日で、この試合ではスターティングメンバーであった。8月3日に初得点を記録した。
同年12月19日に5年契約でSEパルメイラスに完全移籍。
2018年1月2日に1年の契約でアトレチコ・パラナエンセに期限付き移籍した。
2021年11月23日 コパ・リベルタドーレス決勝で先制ゴールを上げた。

## 代表歴
2023年3月、モロッコ代表との親善試合でA代表初出場。